# Arkys tuberculatus
Espèce
Synonymes
- Archemorus tuberculatus Balogh, 1978

Arkys tuberculatus est une espèce d'araignées aranéomorphes de la famille des Arkyidae.

## Distribution
Cette espèce est endémique du Queensland en Australie. Elle se rencontre vers Townsville.

## Description
La carapace de la femelle holotype mesure 2,0 mm de long et l'abdomen 2,4 mm.

## Publication originale
- Balogh, 1978 : New Archemorus species (Araneae: Argyopidae). Acta Zoologica Hungarica, vol. 24, p. 1-25.